# Матвеева, Людмила Михайловна
Людмила Михайловна Матвеева (род. 1 февраля 1957, Уфа, Башкирская АССР, РСФСР, СССР) — советская и российская спортсменка. Мастер спорта СССР международного класса (1985), заслуженный мастер спорта России (2005) по лёгкой атлетике. Выдающийся спортсмен РБ (1998). Профессор БГПУ. «Заслуженный работник физической культуры Российской Федерации», «Заслуженный работник физической культуры Республики Башкортостан».
Четырёхкратная чемпионка мира, участница Олимпийских Игр в Сеуле (1988) и Барселоне (1992). Кандидат социологических наук (2004).

## Биография
Занималась бегом в спортивном клубе им. Салавата Юлаева. Первый тренер — С. А. Федосеева, в 1974-94 тренер Г. А. Ушков. Также с Матвеевой работал тренер Г. И. Алексеев.
В 1993 году окончила Башкирский государственный педагогический институт в Уфе.
Являлась членом сборных команд СССР (1984), СНГ (1992), России (1993).
С 1994 года работает преподавателем в БГПУ, а с 2000 года — декан тренерско-преподавательского факультета Башкирского института физической культуры. Профессор кафедры спортивных дисциплин БГПУ, профессор кафедры теории и методики циклических видов спорта и физвоспитания Башкирского института физической культуры.

## Достижения
- Чемпион мира (1986, 1988) в беге по шоссе и (1988) в кроссе;
- Обладатель Кубка Европы (1993) в кроссе;
- Серебряный призёр чемпионатов мира (1985, 1987, 1990) в беге по шоссе и Кубка мира (1986) в эстафете;
- Бронзовый призёр чемпионата мира (1991) в беге по шоссе;
- Чемпион мира среди военнослужащих (1993) в кроссе в командном зачёте;
- Чемпион СССР (1988, 1990) в беге на 10000 м, обладатель Кубка СССР (1984) в кроссе;
- Победительница международный соревнований «Мемориал братьев Знаменских» (1986, 1992) в беге на 5000 м;
- Участница Олимпийских игр (1988, 1992).

## Награды и звания
- «Заслуженный работник физической культуры Российской Федерации»
- «Заслуженный работник физической культуры Республики Башкортостан»
- Знак «Отличник физической культуры и спорта»
- «Заслуженный мастер спорта России» по лёгкой атлетике